# Gasteria armstrongii
Gasteria armstrongii és una petita espècie de planta suculenta que pertany a la família de les asfodelàcies. És originària de Sud-àfrica.

## Descripció
Gasteria armstrongii és de creixement lent està estretament relacionada amb l'espècie similar, però molt més gran Gasteria nitida de les praderies sud-africanes, i les seves flors de color rosa vermellós brillant són molt similars. (En alguns esquemes de classificació, fins i tot es classifica com a varietat dins d'aquesta espècie, i en el cultiu G. armstrongii pot semblar a plantes juvenils de G. nitida).
Per a aquells que la tracten com una espècie separada, Gasteria armstrongii es pot distingir per les seves fulles molt fosques, retuses, dístiques, més o menys tuberculades. Les seves inflorescències són també solitàries. (G. nitida és molt més gran, amb fulles llises que creixen en una roseta, no dístíques. Les seves inflorescències estan ramificades.)

## Distribució i hàbitat
Gasteria armstrongii es troba només en alguns punts de la província del Cap Oriental, a Sud-àfrica. Aquí es produeix al llarg del riu Gamtoos, en un tipus de vegetació anomenada "Humansdorp Shale Renosterveld". A la vora del seu hàbitat es transforma gradualment en Gasteria nitida, convertint les dues espècies formin part d'un continu.
L'hàbitat de G. armstrongii és un terreny pla a muntanyós ric en còdols, entre els quals G. armstrongii és difícil de detectar. Les plantes creixen a ple sol o estan parcialment cobertes per petits arbustos.
Les precipitacions al seu hàbitat es produeixen durant tot l'any, però lleugerament més a l'estiu.
Aquesta és l'espècie més amenaçada de totes les Gasteria, ja que el seu hàbitat s'està desenvolupant ràpidament.

## Taxonomia
Gasteria armstrongii va ser descrita per primera vegada per Selmar Schönland i publicada a Records of the Albany Museum 2: 258, a l'any 1912. Va ser reduïda a la varietat armstrongii de Gasteria nitida per Ernst van Jaarsveld i publicada a Aloe 29: 12, a l'any 1992; un estatus acceptat per la World Checklist of Selected Plant Families.
Etimologia
Gasteria : epítet derivada de la paraula del llatí "gaster" que significa "estómac", per la forma de les seves flors en forma d'estómac.
armstrongii: epítet en honor de William Armstrong, un entusiasta de les plantes de Port Elizabeth.
Sinonímia
- Gasteria nitida var. armstrongii[2]